# 昇
昇（しょう）は、漢姓の一つ。

## 朝鮮の姓
昇（しょう、スン、朝: 승）は、朝鮮人の姓の一つである。

### 氏族
始祖は夏の第2代皇帝で高麗恭愍王の時母と共に亡命、帰化した明昇である。彼が明氏から昇氏に改姓したという。彼の母玉京華は韓国の花嫁礼服である女性用礼服ゾックドリを普及した人という。また始祖の遺言によって官職に就かなかったといわれている。朝鮮高宗の時鳳雲が戸曹参判を追贈された。明氏と昇氏は同じ一族なので通婚をしないという。
| 氏族（地域） | 創始者                     | 人数（2015年） |
| ------------ | -------------------------- | -------------- |
| 錦城昇氏     |                            | 182            |
| 羅州昇氏     |                            | 89             |
| 南原昇氏     | 中国の夏の第二代皇帝の明昇 | 465            |
| 密陽昇氏     |                            | 59             |
| 土城昇氏     |                            | 5              |

### 人口と割合
| 年度   | 人口  | 世帯数 | 順位         | 割合 |
| ------ | ----- | ------ | ------------ | ---- |
| 1960年 | 285人 |        | 258姓中165位 |      |
| 1985年 |       |        | 274姓中172位 |      |
| 2000年 |       |        |              |      |
| 2015年 | 811人 |        |              |      |